# Alfabet (film)
Alfabet (ang. The Alphabet) – drugi krótkometrażowy film Davida Lyncha z 1968 roku. Wyprodukowany przez H. Bartona Wassermana.
Film przedstawia w sposób surrealistyczny problem związany z koniecznością nauki. Główna bohaterka, którą gra żona Lyncha (Peggy Lynch) zostaje wprowadzona do pełnego grozy, onirycznego świata, w którym ciągle powtarzany jest alfabet. Inspiracją do nakręcenia tego dzieła był dla Lyncha sen siostrzenicy jego żony, w którym to dziewczynka na okrągło musiała powtarzać alfabet.
Za ów film Lynch został doceniony przez American Film Institute, który postanowił wesprzeć reżysera finansowo w przyszłej twórczości.